# Dmytro Zaderec'kyj
Dmytro Vadymovyč Zaderec'kyj (in ucraino Дмитро Вадимович Задерецький?; traslitterazione anglosassone: Dmytro Vadimovich Zaderetskyj; Černihiv, 3 agosto 1994) è un ex calciatore ucraino, di ruolo difensore.

## Biografia
Nel 2022, durante l'assedio di Černihiv, ha difeso la sua città natale con le armi in mano.

## Carriera

### Club
Dmytro Zaderetskyj ha iniziato a giocare nelle giovanili del Desna Černihiv. Nel 2012 ha iniziato a giocare per il Volyn, dove il 14 luglio 2013 ha fatto il suo debutto con la squadra di Luc'k in Prem"jer-liha, all'età di 18 anni, in una partita contro la Dynamo Kyiv. Nel 2015 passa alla squadra del Desna Černihiv, dove gioca 20 partite e segna 1 rete. Nel 2017 passa alla squadra del Polissya Žytomyr. Nel 2019 ritorna al Polissya Žytomyr per una stagione per poi terminare la sua carriera calcista al Podillja

### Nazionale
Nel 2014 viene convocato per la Nzionale Ucraina-21.

## Statistiche
Statistiche aggiornate al 9 novembre 2023.

### Presenze e reti nei club
| Stagione        | Squadra         | Campionato      | Campionato | Campionato | Coppe nazionali | Coppe nazionali | Coppe nazionali | Coppe continentali | Coppe continentali | Coppe continentali | Altre coppe | Altre coppe | Altre coppe | Totale | Totale | Totale |
| Stagione        | Squadra         | Comp            | Pres       | Reti       | Comp            | Pres            | Reti            | Comp               | Pres               | Reti               | Comp        | Pres        | Reti        | Pres   | Reti   |        |
| --------------- | --------------- | --------------- | ---------- | ---------- | --------------- | --------------- | --------------- | ------------------ | ------------------ | ------------------ | ----------- | ----------- | ----------- | ------ | ------ | ------ |
| 2015-2016       | Desna Černihiv  | PL              | 20         | 1          | CU              | 0               | 0               |                    | -                  | -                  |             | -           | -           | 20     | 1      |        |
| Totale carriera | Totale carriera | Totale carriera | 20         | 1          |                 | 0               | 0               |                    | 0                  | 0                  |             | -           | -           | 20     | 1      |        |

## Palmarès

### Club
- Druha Liha: 1

Kremin' Kremenčuk: 2018-2019